# Phyllagathis megalocentra
Phyllagathis megalocentra är en tvåhjärtbladig växtart som beskrevs av Carlo Hansen. Phyllagathis megalocentra ingår i släktet Phyllagathis och familjen Melastomataceae. Inga underarter finns listade i Catalogue of Life.